# Distretto di El Guerrara
Il distretto di El Guerrara è un distretto della provincia di Ghardaïa, in Algeria, con capoluogo El Guerrara.

## Comuni
Il distretto di El Guerrara comprende 1 comune:
- El Guerrara

| Controllo di autorità | VIAF (EN) 276148574254124430005 |